# Vuelta a Colombia 2009
La 59.ª edición de la Vuelta a Colombia de ciclismo comenzó el 6 de junio de 2009 en Bogotá y finalizó el 21 de junio en la misma ciudad.
El recorrido de la Vuelta a Colombia se dio a conocer el 6 de mayo de 2009 por la Federación Colombiana de Ciclismo, la cual consistió en 15 etapas, siendo tres de ellas contrarreloj, dos individuales y una por equipos.

## Equipos participantes
| Equipo                                              | Cód. UCI | Categoría   |
| --------------------------------------------------- | -------- | ----------- |
| Alcaldías Armenia y Pereira                         |          | Aficionado  |
| Boyacá es para Vivirla                              | BOY      | Continental |
| Colombia es Pasión - Coldeportes - Café de Colombia | CEP      | Continental |
| EBSA                                                |          | Aficionado  |
| Estudiantes de Tunja                                |          | Aficionado  |
| Gobernación del Zulia (Venezuela)                   |          | Aficionado  |
| Gobernación Nariño - Alkosto                        |          | Aficionado  |
| GW Shimano - CHEC - EDEQ                            |          | Aficionado  |
| Indeportes Antioquia - IDEA - FLA                   |          | Aficionado  |
| Indervalle Vida Centro Profesional                  |          | Aficionado  |
| Lotería de Boyacá                                   |          | Aficionado  |
| Lotería del Táchira (Venezuela)                     |          | Aficionado  |
| Néctar - Coldeportes - Cundinamarca                 |          | Aficionado  |
| Para Tunja lo Mejor                                 |          | Aficionado  |
| Rock Racing (USA)                                   | CEP      | Continental |
| Sawer Jean Forelly Cicloases                        |          | Aficionado  |
| UNE - EPM                                           |          | Aficionado  |

## Etapas
| Etapa      | Fecha       | Recorrido                                                        | Distancia (km) | Ganador               | Líder                   |
| ---------- | ----------- | ---------------------------------------------------------------- | -------------- | --------------------- | ----------------------- |
| Prólogo    | 6 de junio  | Circuito en el Parque Simón Bolívar en Bogotá                    | 7,6 (CRE)      | GW Shimano            | Edwar Stiver Ortiz Caro |
| 1.ª etapa  | 7 de junio  | Bogotá (Calle 80) - Cota - Chía - Sopó - Bogotá (Museo Nacional) | 85,9           | Juan Alejandro García | Juan Alejandro García   |
| 2.ª etapa  | 8 de junio  | Mosquera - La Mesa - Ibagué                                      | 184,4          | Alejandro Iván Cortés | Juan Alejandro García   |
| 3.ª etapa  | 9 de junio  | Ibagué - Alvarado - Ibagué - Alto de La Línea                    | 128            | Fabio Duarte          | Fabio Duarte            |
| 4.ª etapa  | 11 de junio | Circasia - Armenia - Cali                                        | 195            | Wilson Cepeda         | Fabio Duarte            |
| 5.ª etapa  | 12 de junio | Guacarí - Carretera Panorama - Cartago                           | 146            | Arthur García Rincón  | Javier González         |
| 6.ª etapa  | 13 de junio | Santa Rosa de Cabal - Alto de Minas - Sabaneta                   | 177            | José Rujano           | José Rujano             |
| 7.ª etapa  | 14 de junio | Medellín                                                         | 35 (CRI)       | Santiago Botero       | José Rujano             |
| 8.ª etapa  | 15 de junio | Rionegro-Sajonia - Envigado - Alto del Escobero                  | 119            | José Rujano           | José Rujano             |
| 9.ª etapa  | 16 de junio | Caldas - La Pintada - Manizales                                  | 167            | Etapa anulada         | Etapa anulada           |
| 10.ª etapa | 17 de junio | Manizales - Páramo de Letras - Guaduas                           | 167            | José Rujano           | José Rujano             |
| 11.ª etapa | 18 de junio | Guaduas - Alto del Vino - Zipaquirá                              | 141            | Giovanni Báez         | José Rujano             |
| 12.ª etapa | 19 de junio | Ubaté - Chiquinquirá - Arcabuco - Tunja                          | 158            | Víctor Hugo Peña      | José Rujano             |
| 13.ª etapa | 20 de junio | Tunja - Chocontá - Bogotá (Museo Nacional)                       | 142            | Glen Chadwick         | José Rujano             |
| 14.ª etapa | 21 de junio | La Calera - Alto de Patios - Bogotá (Plaza de Bolívar)           | 23 (CRI)       | José Rujano           | José Rujano             |

## Clasificación general
La clasificación general concluyó de la siguiente forma:
| Clasificación general |                    |                                  |                  |
| Ciclista              | Ciclista           | Equipo                           | Tiempo           |
| --------------------- | ------------------ | -------------------------------- | ---------------- |
| 1.º                   | José Rujano        | Gobernación del Zulia            | 43 h 37 min 55 s |
| 2.º                   | Freddy Montaña     | Boyacá es para Vivirla           | + 5 min 25 s     |
| 3.º                   | César Salazar      | Lotería del Táchira              | + 8 min 49 s     |
| 4.º                   | Mauricio Ortega    | UNE - EPM                        | + 9 min 35 s     |
| 5.º                   | Luis Laverde       | Colombia es Pasión - Coldeportes | + 13 min 17 s    |
| 6.º                   | Edwin Parra        | Boyacá es para Vivirla           | + 13 min 29 s    |
| 7.º                   | Javier González    | Lotería de Boyacá                | + 15 min 27 s    |
| 8.º                   | Giovanni Báez      | UNE - EPM                        | + 17 min 29 s    |
| 9.º                   | Francisco Colorado | GW Shimano                       | + 15 min 27 s    |
| 10.º                  | Fernando Camargo   | Lotería de Boyacá                | + 22 min 01 s    |